# Torta dei Fieschi
La Torta dei Fieschi è una manifestazione storica che si svolge a Lavagna, in provincia di Genova, il 14 agosto di ogni anno. Questa festa rievoca il matrimonio, che sarebbe avvenuto  nel 1230, tra il conte Opizzo Fiesco e la nobildonna senese Bianca de' Bianchi, e comprende una sontuosa sfilata in costume per le strade della città sino ad arrivare in piazza Vittorio Veneto, ai piedi della Torre Fieschi, dove avviene il taglio simbolico della mastodontica torta che, secondo la tradizione, i due sposi avrebbero donato alla popolazione per festeggiare l'unione tra i loro due casati.
La storicità di questo avvenimento non è stata accertata. Le cronache dell'epoca parlano effettivamente di un matrimonio e di una grande torta, ma non si sa per certo quali membri della famiglia fossero gli sposi. Il nome della contessa Bianca de' Bianchi è forse addirittura stato inventato da Yvon Palazzolo.

## Storia

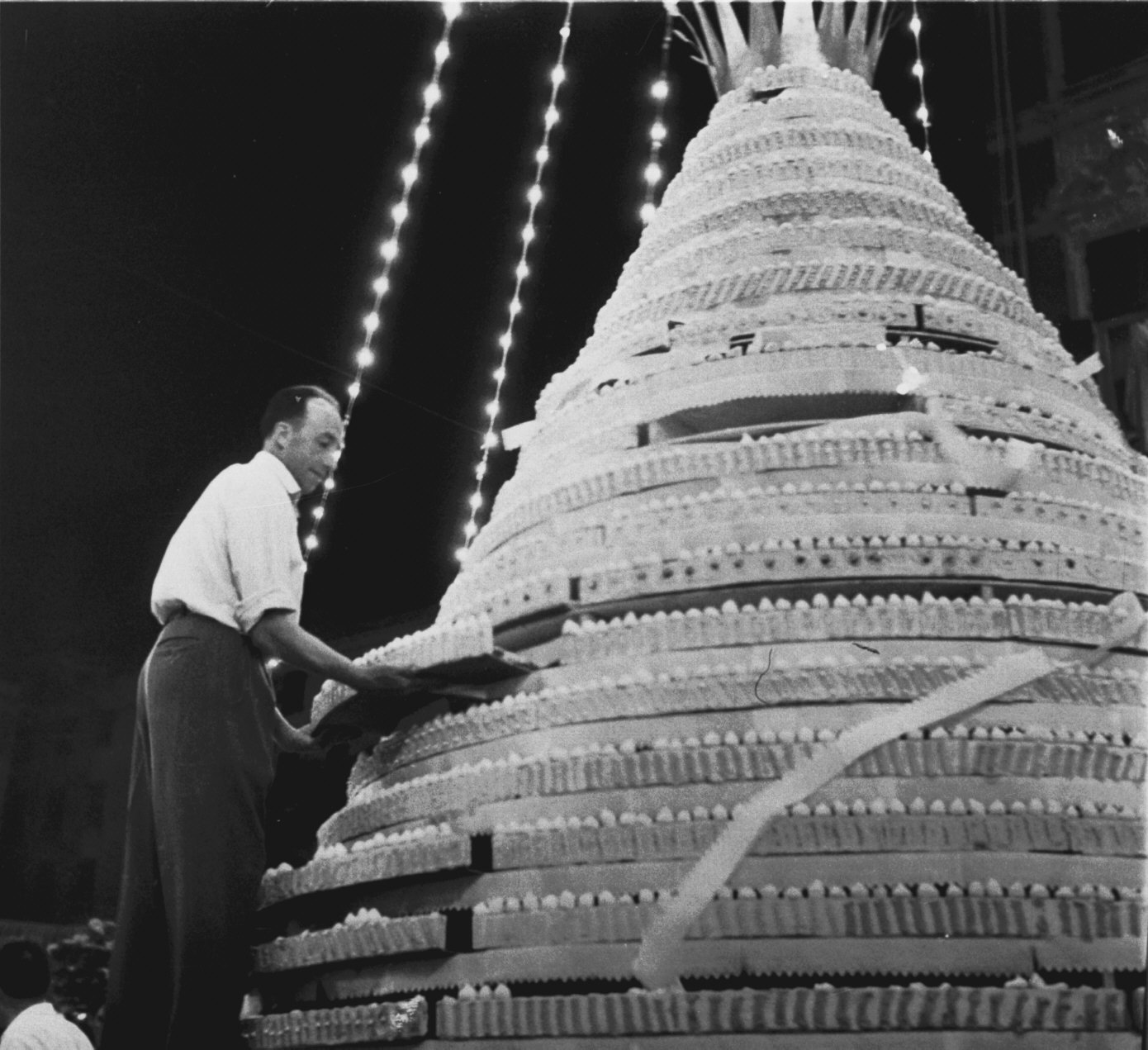
La torta dei Fieschi negli anni '50.

La prima rievocazione storica del matrimonio dei Fieschi risale al 1949, da un'idea di Yvon Palazzolo, appassionato studioso della storia e del folklore locale. Dal suo impegno nascono, circa un anno più tardi, i Sestieri di Lavagna, gruppi storici ispirati alle antiche suddivisioni della città: il Sestiere del Borgo, il Sestiere di Cavi, il Sestiere della Scafa, il Sestiere di Ripamare, il Sestiere della Moggia e il Sestiere di San Salvatore.
Il lavoro di Yvon Palazzolo permette di reperire le prime informazioni sulla figura di Opizzo Fiesco e di costituire il primo corteo storico, che verrà successivamente perfezionato e limato dei dettagli più anacronistici: dalla sua matita scaturiranno inoltre gli stemmi per i sei Sestieri, tuttora conservati nelle odierne rievocazioni. I riferimenti agli antichi possedimenti dei Fieschi verranno riportati sul proclama di matrimonio, vergato dalla penna della poetessa e scrittrice Elena Bono.
Verso la fine degli anni sessanta, la guida del gruppo storico viene assunta dal professor Emilio Albino. Sotto la sua guida, e grazie alla collaborazione delle centinaia di volontari della città di Lavagna e dei dintorni, i Sestieri di Lavagna guadagneranno la fama nazionale ed internazionale, con ripetute apparizioni nelle trasmissioni della Rai e con le numerose partecipazione alle sfilate del Columbus Day di New York, a partire dal cinquecentenario del 1992, in onore della collaborazione tra la famiglia Fieschi e Cristoforo Colombo durante gli anni della scoperta dell'America.

## L'Addio do Fantin

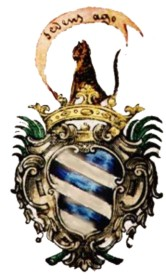
Lo stemma dei Fieschi

La sera precedente alla Torta dei Fieschi, il 13 agosto, si tiene un'altra celebrazione sul sagrato della Basilica dei Fieschi, nel borgo di San Salvatore di Cogorno: l'Addio do Fantin ("Addio dello scapolo" in lingua ligure), che ricorda il sontuoso banchetto avvenuto prima delle nozze in onore del conte Opizzo Fiesco. I festeggiamenti prevedono l'esibizione di danzatori, duellanti e sbandieratori, con l'omaggio degli arcieri e scene di teatro d'epoca mentre il corteo storico banchetta in stile medievale davanti alla facciata della chiesa duecentesca. La manifestazione fu ideata ed organizzata nel 1983 dall'ingegnere Francesco Traldi, che era stato Conte nell'anno precedente. Traldi aveva vissuto a Siena ed aveva pensato che gli sbandieratori potessero esprimersi meglio di fronte ad una bellissima opera d'arte che richiamava il coevo Duomo senese: infatti la manifestazione, anche se ridotta ad una sola serata, continua a richiamare turisti ed appassionati sempre più numerosi. Per i primi otto anni l'ingegner Traldi seguì lo sviluppo della manifestazione allargandola ad incontri culturali con danze francesi del 1700, con la sfilata di modelli popolari antichi, di proprietà della signora Marini di Lavagna, e cicloturismo sull'intera vallata cogornese. La civica amministrazione ha realizzato un adeguato parcheggio a valle della Basilica. Negli ultimi anni è stato creato anche un museo, di fronte alla basilica, ed i vicini hanno messo a disposizione i cortili per poter sviluppare sia l'incontro con le autorità che lo sviluppo di un mercatino artigianale. La Festa dell'Addio do Fantin ha fatto conoscere l'incantevole sito, nel quale si sono poi sviluppate altre apprezzate manifestazioni musicali.

## La Torta dei Fieschi

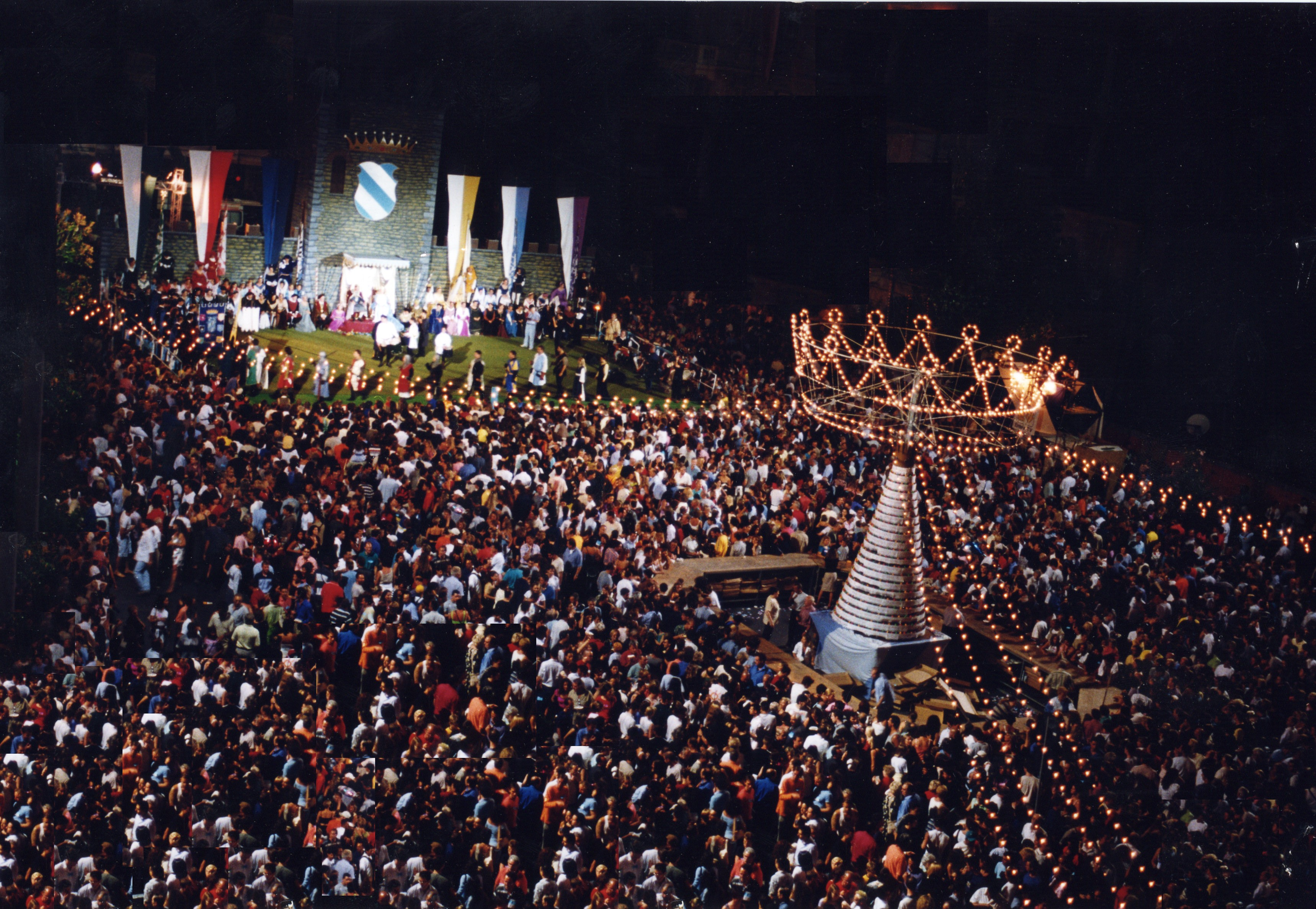
Panoramica aerea di piazza Vittorio Veneto durante la festa.

Nell'ambito della festa della Torta dei Fieschi vengono scelti ogni anno due figuranti (scelti tra diversi concorrenti) per impersonare rispettivamente il conte Opizzo Fiesco e la contessa Bianca de' Bianchi. La manifestazione comincia, la sera del 14 agosto, con la rievocazione del matrimonio tra i due nobili davanti alla basilica di santo Stefano: da qui, un nutrito corteo storico in costume, che conta ogni anno più di un centinaio di partecipanti, sfila assieme ai due sposini per le strade della città, accompagnato da cavalieri e soldati in armatura, giullari e sbandieratori.
La tappa finale del corteo è piazza Vittorio Veneto, nella quale viene eretto per l'occasione un palcoscenico completo di una ricostruzione della Torre Fieschi, antica fortificazione militare oggi inglobata nel tessuto urbano di via Roma. Davanti al palcoscenico si trova la gigantesca torta, un dolce di tredici quintali confezionato ogni anno dai migliori pasticceri di Lavagna, coperta da un lungo drappo di stoffa: in realtà, la "torta" non è un dolce unico, ma un gran numero di tranci di dolce confezionati singolarmente per motivi pratici e igienici, racchiusi in un contenitore a forma di torta, alto parecchi metri. Dopo la lettura dell'antico proclama di matrimonio, la contessa Bianca taglia la fune che regge il drappo, scoprendo alla vista di tutti la Torta dei Fieschi.

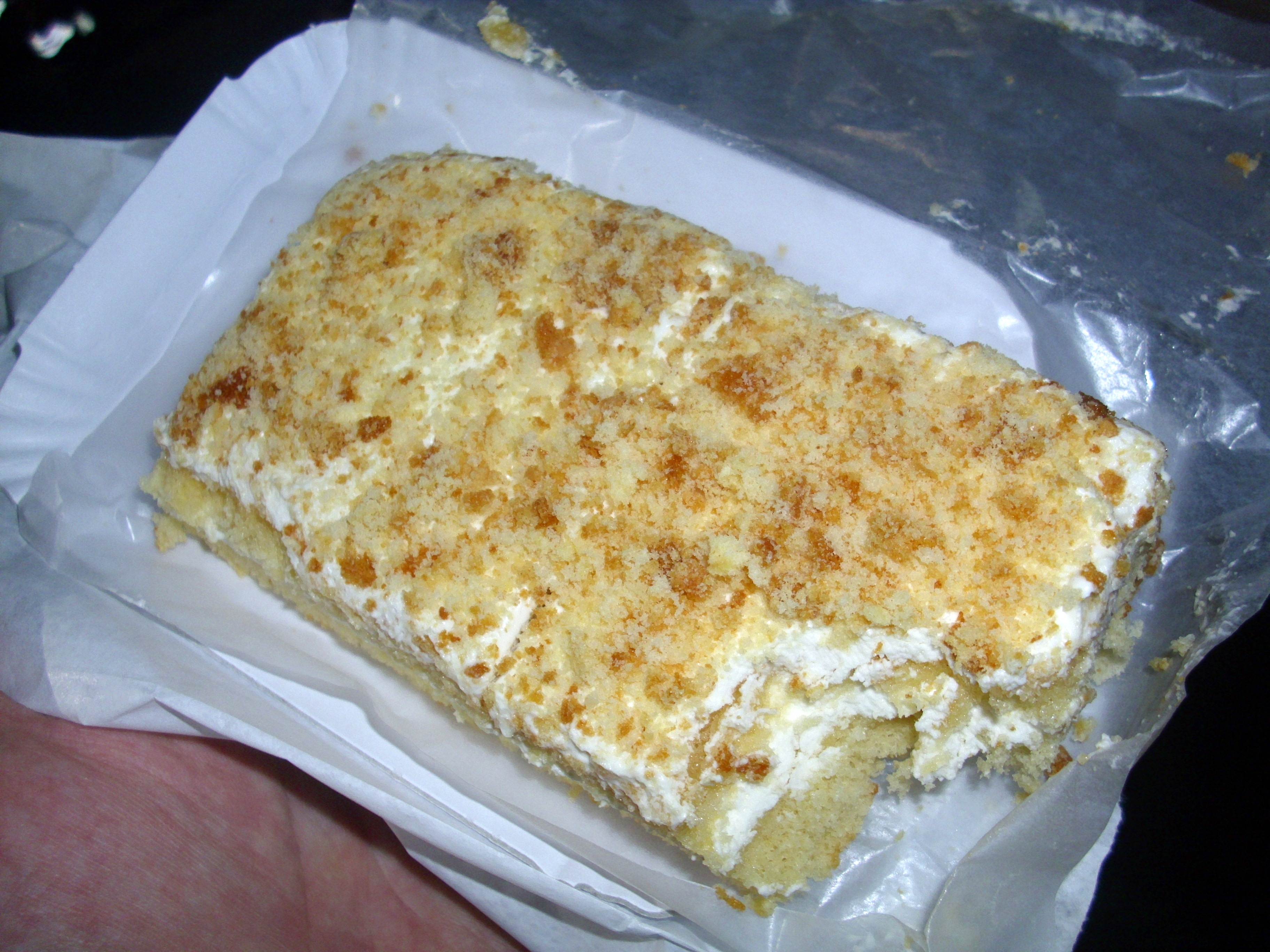
La porzione della torta, simile alla millefoglie, che si vince al termine del gioco

Comincia così la festa vera e propria, che coinvolge la popolazione ed i turisti sia come spettatori, sia direttamente in prima persona. Mentre infatti sul palcoscenico si esibiscono i gruppi di danzatori, duellanti e sbandieratori in onore del matrimonio dei Fieschi, il pubblico può partecipare in un gioco che consiste nell'acquistare biglietti di carta rosa o azzurra con su scritti nomi di fantasia, molti dei quali dal sapore medioevaleggiante o classico (Conte, Duca, Gorgera, Paggio, Dama, ecc...), e nel cercare tra la folla qualcuno che possieda un biglietto di colore opposto al proprio e con lo stesso nome: le coppie che si presentano al bancone posto ai piedi della torta con l'accoppiamento giusto di biglietti vengono premiate con una fetta a testa del gigantesco dolce. Nei giorni antecedenti alla festa tutte le pasticcerie contribuiscono alla creazione della grande torta e ciò che ne resta viene donata in benificenza.
La Torta dei Fieschi coinvolge ogni anno gruppi storici provenienti da città sempre diverse, dalla Toscana e dal Piemonte. Le celebrazioni vanno avanti fino a tarda sera, concludendosi poi con il ritorno del corteo alla Basilica di Santo Stefano. Negli ultimi anni, dopo le classiche celebrazioni, si sono aggiunte iniziative rivolte ai più giovani, come il dj set in Piazza Vittorio Veneto.
Lo spettacolo viene annualmente filmato e replicato più volte da Entella TV, la rete televisiva locale.

## Galleria d'immagini

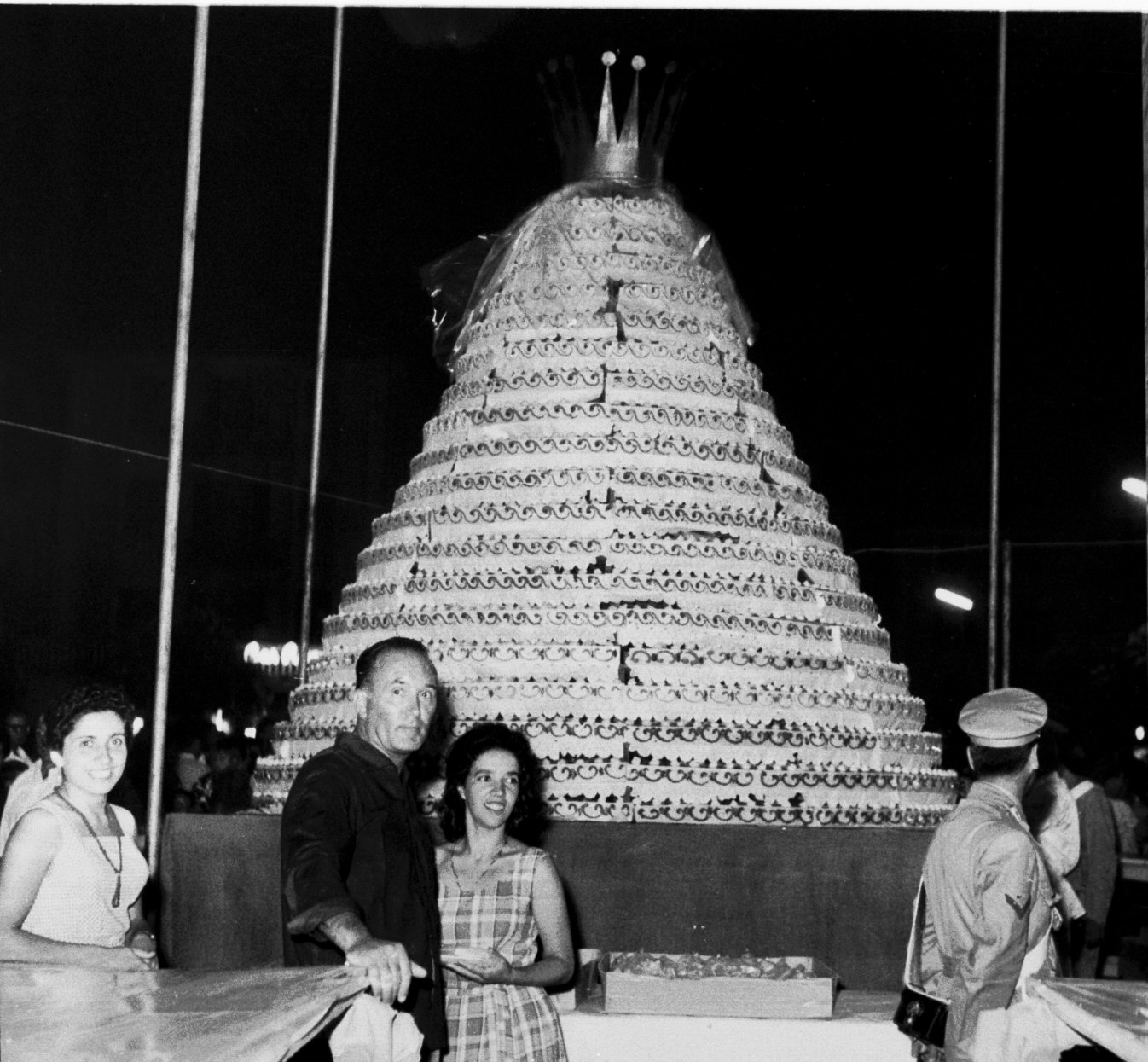
La Torta dei Fieschi negli anni Cinquanta.
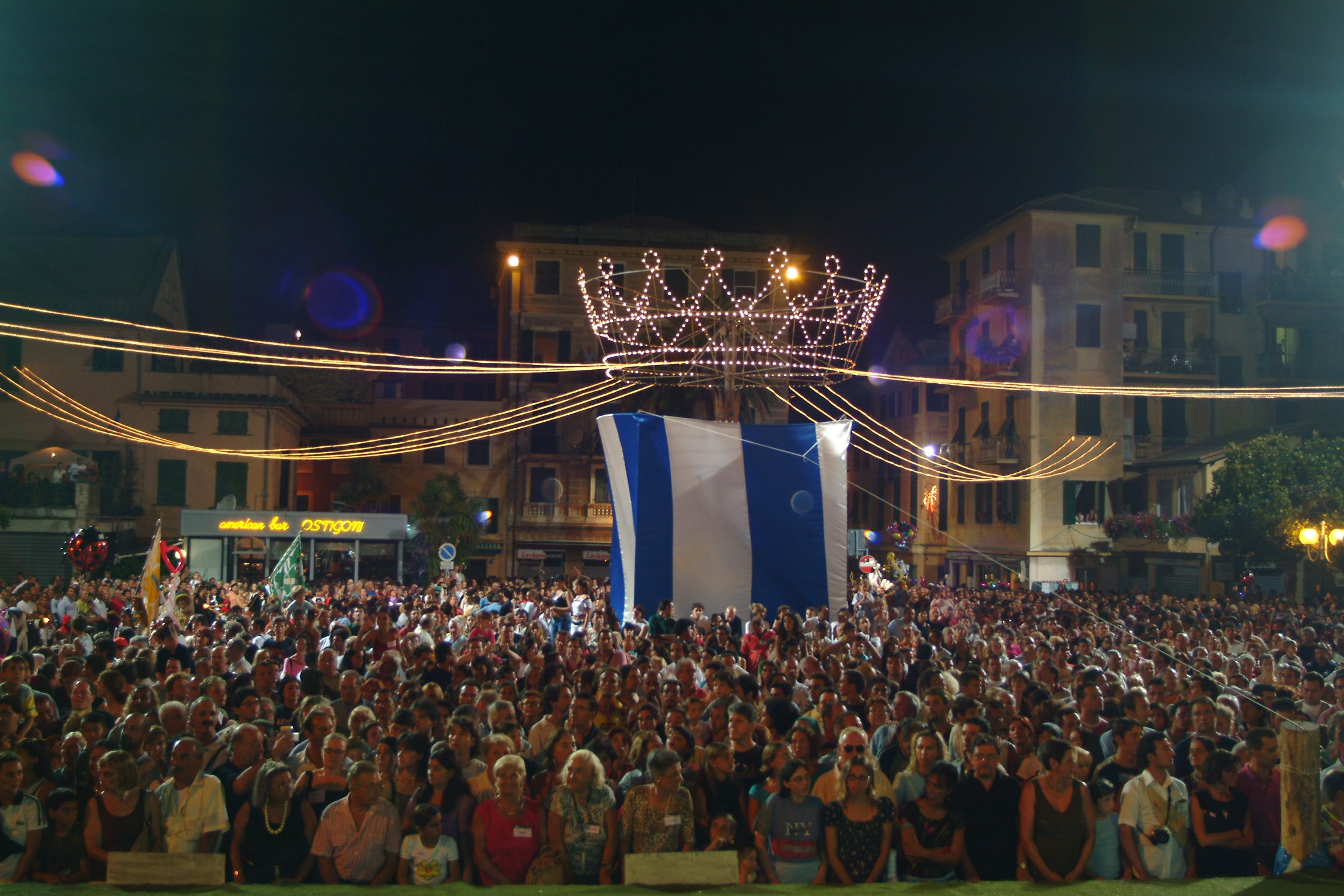
Panoramica della piazza dal palcoscenico: la torta è ancora coperta dal telo.
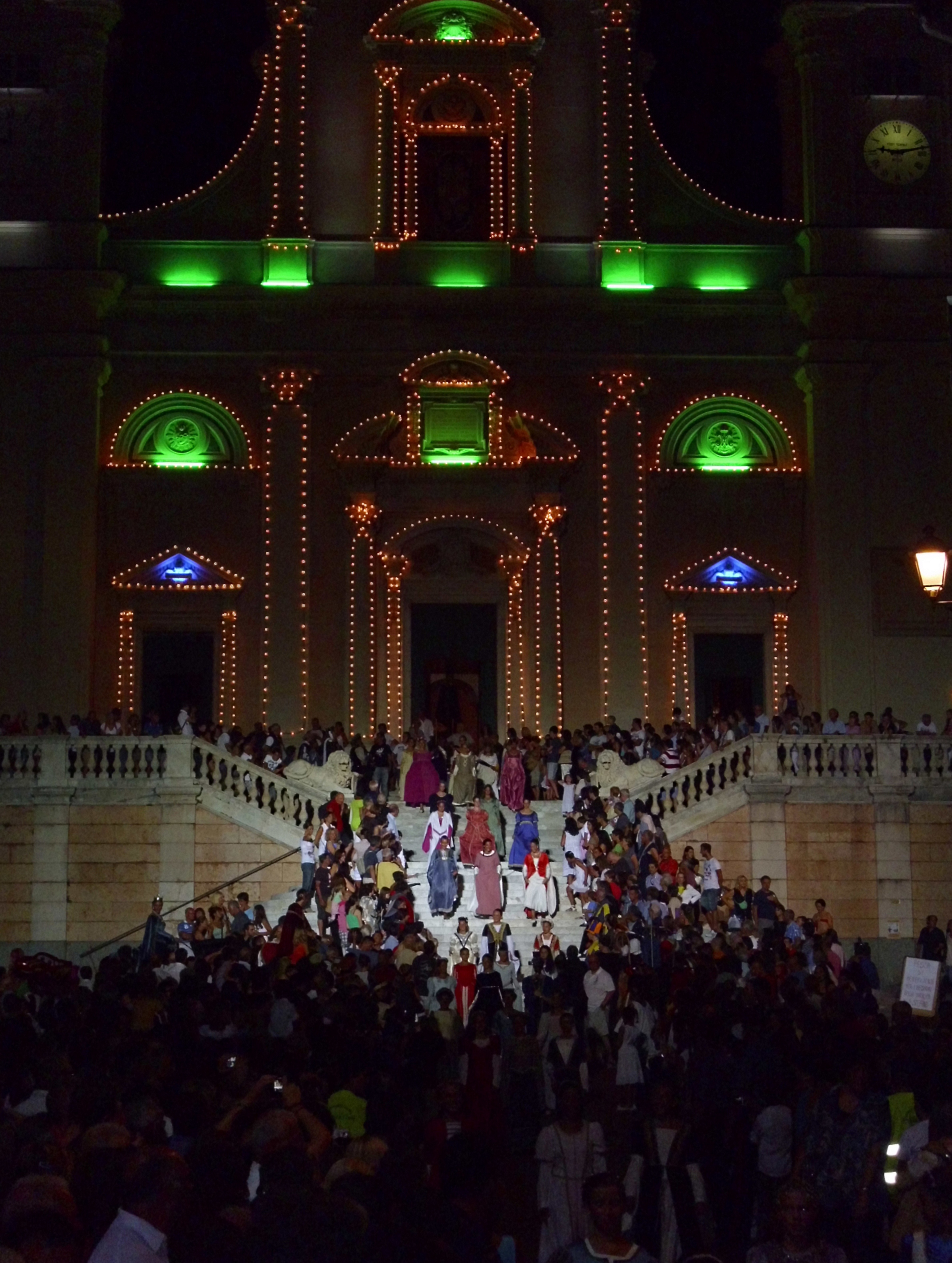
Il corteo storico scende dalla scalinata della basilica di Santo Stefano, addobbata per l'occasione (edizione 2012)
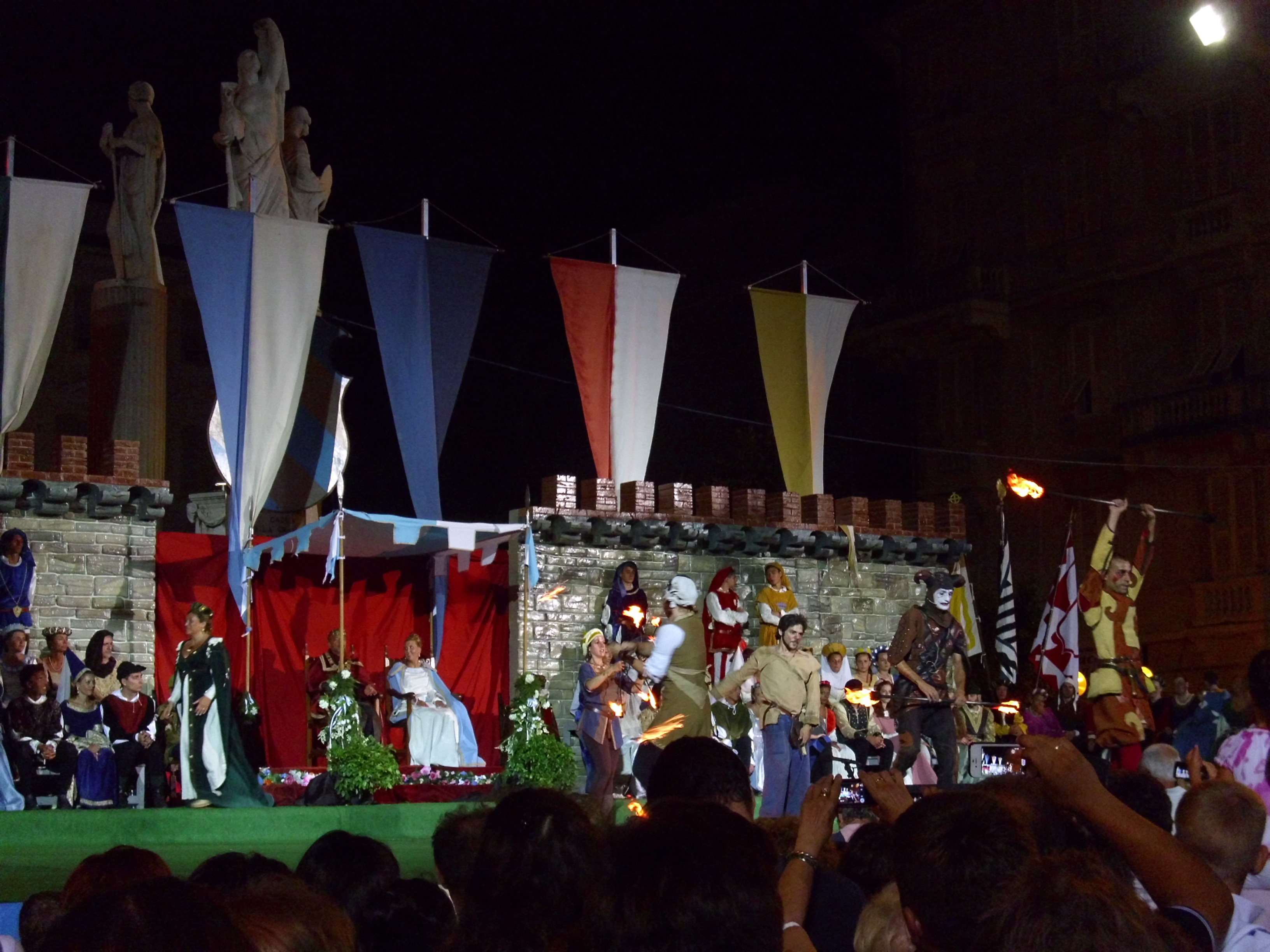
Giocolieri sul palco (edizione 2013)
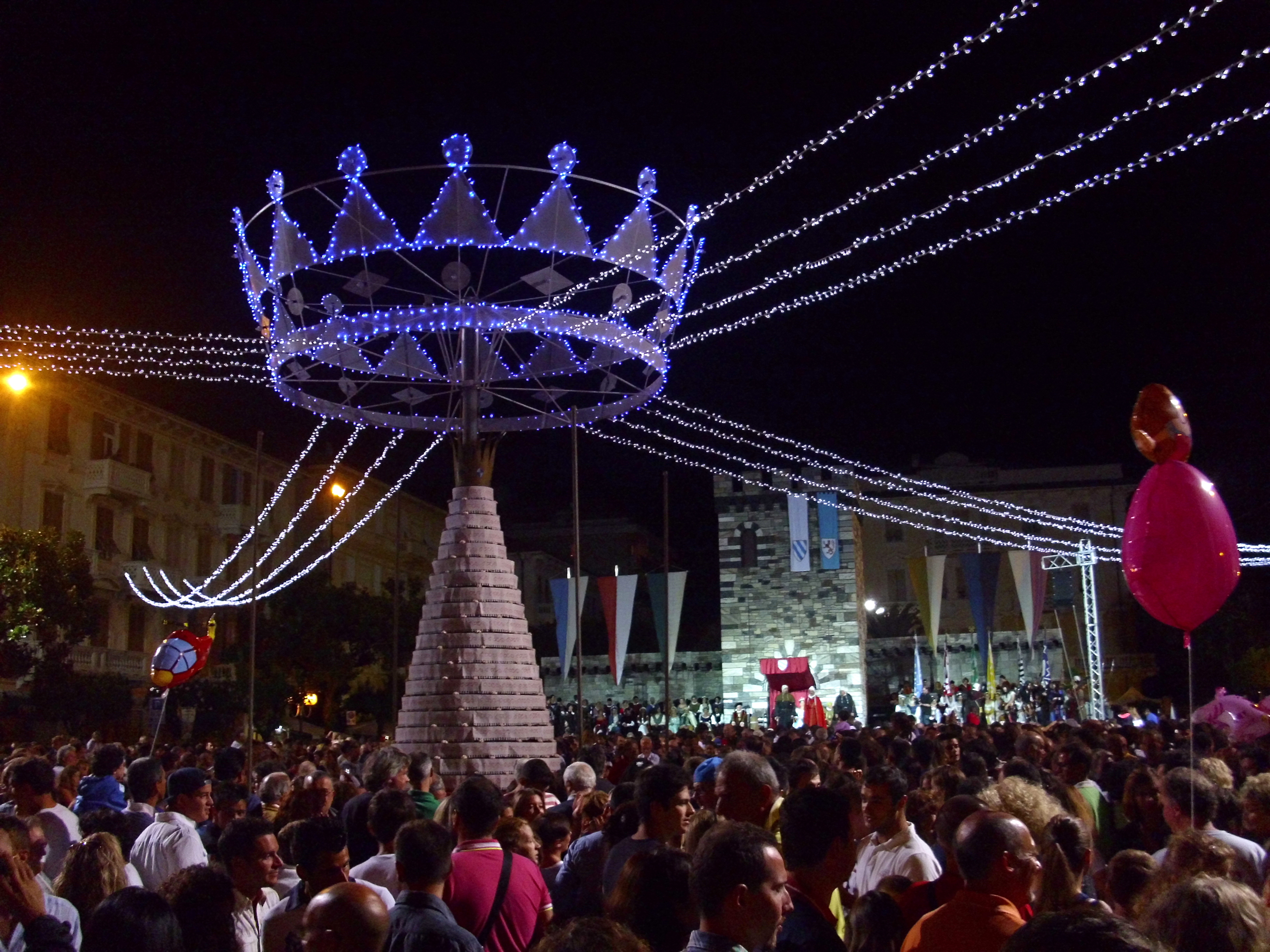
"Torta" e palco (edizione 2014)